# Pod dnem
Pod dnem (norw. Pionér) – norweski thriller z 2013 roku w reżyserii Erika Skjoldbjærga, powstały w koprodukcji z Niemcami, Szwecją, Francją i Finlandią. W rolach głównych wystąpili Aksel Hennie, Wes Bentley, Stephen Lang oraz Jonathan LaPaglia.
Premiera filmu w Norwegii odbyła się 30 sierpnia 2013 roku, a 6 września tego samego roku obraz zaprezentowano widzom MFF w Toronto.

## Obsada
- Aksel Hennie − Petter
- Wes Bentley − Mike
- Stephen Lang − Ferris
- Jonathan LaPaglia − Ronald
- Jørgen Langhelle − Leif
- Ane Dahl Torp − Pia
- Arne Lindtner Næss − minister
- Stephanie Sigman − Maria
- Endre Hellestveit − Trond

## Produkcja
Zdjęcia kręcono w Islandii.

## Wybrane nagrody i nominacje
Nagroda Amanda (2014)
- najlepszy aktor (Aksel Hennie)
- najlepsza scenografia (Karl Júlíusson)
  - nominacja za efekty specjalne (Manfred Büttner i Mats Andersen)[3]